# Üllar Saaremäe
Üllar Saaremäe, född 23 november 1969 i Kohtla-Järve, Estland, estnisk skådespelare.

## Filmografi (urval)
- 2005 - Malev